# Tumulus de Brustem

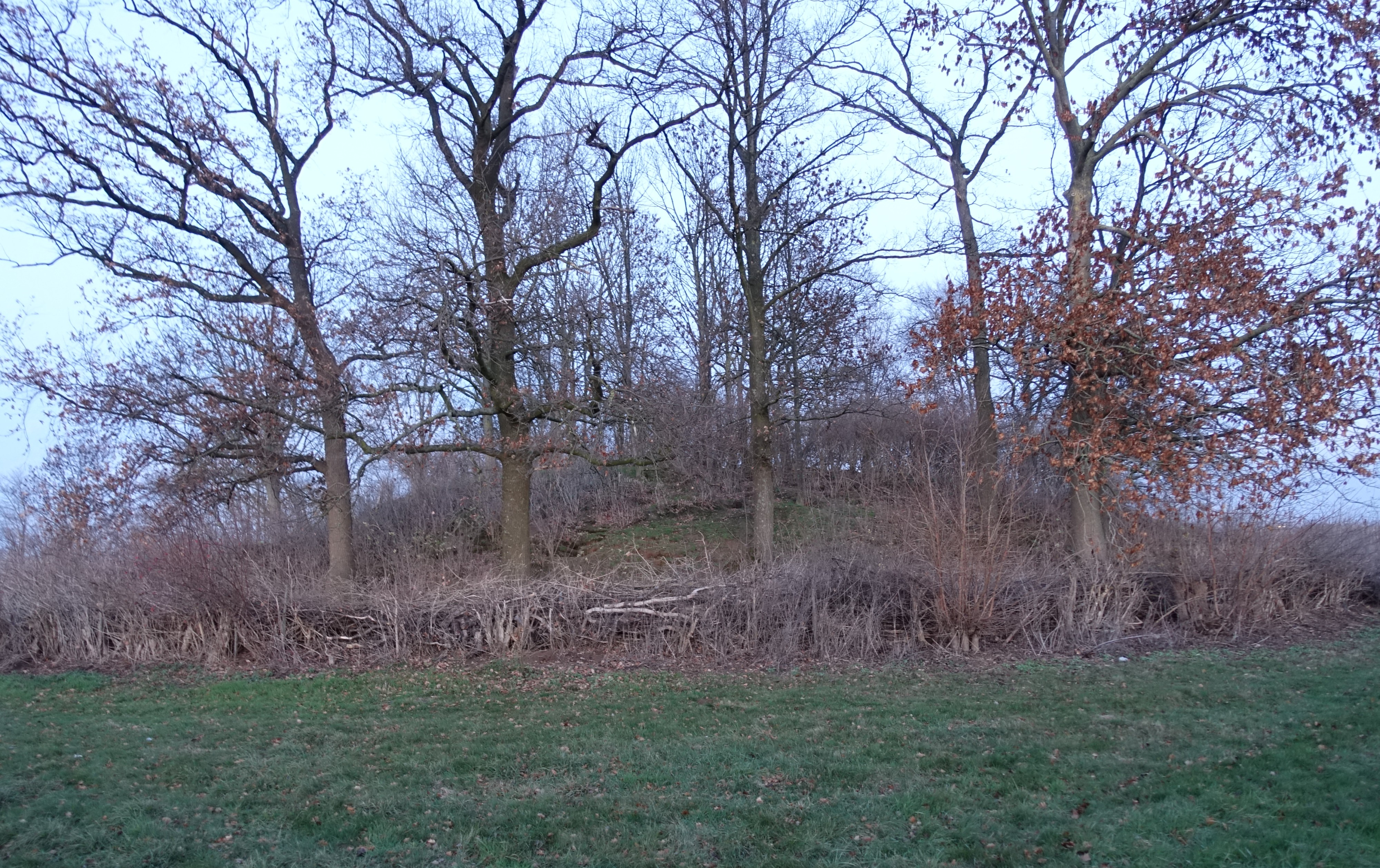
Tumulus de Brustem

Le tumulus de Brustem, également appelé De Tom est une tombe gallo-romaine située près de Brustem (Saint-Trond) en Belgique dans la province de Limbourg.
Le monticule datant du IIe siècle apr. J.-C. est situé au sud-est du village le long de la Tomstraat au lieu-dit het Tomveld (le champ de Tom). La tombe est située à moins de 50 m de la chaussée romaine de Brustem (Romeinseweg Brustem). La région était déjà agricole à l'époque romaine et il n'était pas rare que des tombes accueillant les cendres des propriétaires terriens soient situées près des grandes fermes.
Le tumulus de Brustem est un monument protégé, le paysage aux alentours est quant à lui également déclaré paysage protégé en raison de sa valeur historique.